# Минкикоша (Беневенто)
Минкикоша је насеље у Италији у округу Беневенто, региону Кампанија.
Према процени из 2011. у насељу је живело 23 становника. Насеље се налази на надморској висини од 756 м.